# Association internationale de physique mathématique
L'Association internationale de physique mathématique (en anglais : International Association of Mathematical Physics ou IAMP) est une société savante fondée en 1976 pour promouvoir la recherche en physique mathématique. Elle rassemble des chercheurs en mathématiques et en physique théorique, y compris des étudiants. Les membres ordinaires sont des chercheurs individuels mais des organisations peuvent adhérer au titre de membres associés. L'IAMP est dirigée par un comité exécutif élu par les membres ordinaires.
L'association organise le Congrès international de physique mathématique (ICMP) tous les trois ans, et aide également des conférences plus petites.
Actuellement l'IAMP délivre deux sortes de prix en physique mathématique, à l'ICMP : le prix Henri-Poincaré (créé en 1997) et le Early Career Award (créé en 2009).

## Liste de présidents de l'IAMP
- 2021-24 : Bruno Nachtergaele
- 2015-20 : Robert Seiringer
- 2012-14 : Antti Kupiainen
- 2009-11 : Pavel Exner
- 2006-08 : Giovanni Gallavotti
- 2003-05 : David Brydges
- 2000-02 : Herbert Spohn
- 1997-99 : Elliott Lieb
- 1991-96 : Arthur Jaffe
- 1988-90 : John R. Klauder
- 1985-87 : Konrad Osterwalder
- 1982-84 : Elliott Lieb
- 1979-81 : Huzihiro Araki
- 1976-78 : Walter Thirring

## Voir également
- Physique mathématique